# Pristimantis guaiquinimensis
Pristimantis guaiquinimensis es una especie de anfibios de la familia Craugastoridae.

## Distribución geográfica y hábitat
Es endémica del cerro Guaiquinima (Venezuela). Su rango altitudinal oscila entre 780 y 980 m s. n. m..